# クワシ・オキア・ヴリード
クワシ・オキア・ヴリード（Kwasi Okyere Wriedt、1994年7月10日 - ）はドイツ・ハンブルク出身のガーナ国籍のサッカー選手。ポジションはFW。ホルシュタイン・キール所属。

## 経歴
2017年10月25日、DFBポカール第2戦のRBライプツィヒ戦で、延長前半11分にチアゴ・アルカンタラと交代してFCバイエルン・ミュンヘンデビューを果たす。
2020年7月1日、ヴィレムIIに3年契約で移籍することが決まった
2022年1月、2025年夏までの契約でホルシュタイン・キールに移籍した。

### 代表
2018年5月30日の日本代表とのテストマッチに召集され、出場した。試合はトーマス・パーティらのゴールで2-0と快勝した。